# Manuel Roa
Manuel Jesús Roa Sánchez (2 aprile 1929 – Villa Alemana, 18 dicembre 2017) è stato un calciatore cileno di ruolo portiere.

## Carriera
Con la Nazionale cilena ha partecipato alle Olimpiadi del 1952.